# Angantyr
Angantyr is de naam van drie verschillende personen van dezelfde familie in de Noordse mythologie; namelijk uit de Hervarar saga, de Gesta Danorum en een aantal ballades uit de Faeröer-eilanden (Kvæði)
De laatste in de lijn Angantyrs lijkt ook Incgentheow te heten in de Widsith, regel 115, samen met zijn vader Heidrek (Heiðrekr), zijn halfbroer Hlod (Hlöd, Hlöðr) en de moeder van Hlod, Sifka. Bovendien is Ongentheow een figuur in Beowulf.

## Angantyr deBerserker

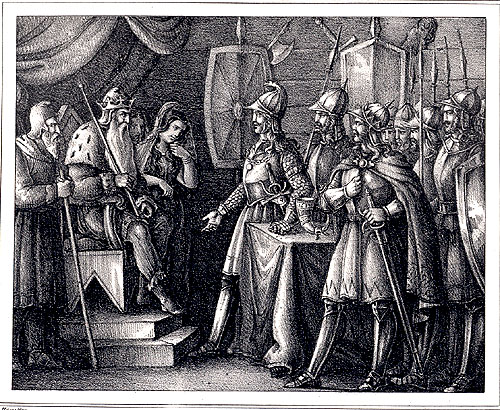
Hjörvard en Hjälmar trachten de hand van Ingeborg te winnen

Angantyr was de grootste van de twaalf zonen van de berserker Arngrim, en samen met zijn broers werd hij doorheen het hele Noorden gevreesd. Daarnaast had hij van zijn vader het magische zwaard Tyrfing gekregen, die door alles sneed alsof het stof was; en die niet opgeborgen worden zonder bloedvergieten.
Op een midwinterdag kwamen ze terug thuis in Bolmsö en de tweede oudste zoon, Hjörvard, zwoer dat hij de hand van Ingeborg, de dochter van de koning van Zweden, Yngve, zou winnen.
De twaalf broers vertrokken naar Gamla Uppsala en Hjörvard vroeg om de hand van Ingeborg. Op dat ogenblik kwam een van de kampioenen van de Zweedse koning, Hjälmar, naar voren en beweerde dat hij het meer waard was om de hand van de prinses te krijgen dan een berserker.
De Zweedse koning, die de twaalf beruchte en oncontroleerbare berserkers in zijn zaal vreesde, stelde voor dat Ingeborg zelf haar keuze zou maken. Natuurlijk koos ze voor Hjälmar, en Hjörvard werd bezeten met woede. Hij daagde Hjälmar uit voor een duel op Samsø en verklaarde dat Hjälmar zijn eer zou verliezen als hij niet kwam opdagen.
Toen de twaalf broers aankwamen op Samsø werden ze woest. Ze beten op hun schilden, brulden luid en lieten zich volledig gaan.
Toen Hjälmar en Orvar-Odd aankwamen werden de broers al snel verslagen door Orvar-Odd en zijn knuppel, en toen hij ging kijken hoe het Hjälmar verging zag hij Angantyr dood liggen en Hjälmar dodelijk gewond door Tyrfing.
Orvar-Odd begroef de twaalf broers in grafheuvels op Samsø samen met het vervloekte zwaard Tyrfing, zodat het zwaard geen verder kwaad zou veroorzaken. De dochter van Angantyr, Hervor, zou later echter terugkeren en Tyrfing voor zichzelf opeisen.

## Angantyr Höfundsson
Hervor, de dochter van Angantyr de Berserker, huwde Höfund van Glæsisvellir en hadden twee zonen: Heidrek en Angantyr. Angantyr zou de volgende van de slachtoffers van Tyrfing worden. Heidrik had zich thuis zo onmogelijk gedragen dat hij werd verbannen door zijn vader. Angantyr wilde zijn broer een eindje volgen om hem vaarwel te wensen. Hij vroeg of hij Tyrfing mocht zien, die Heidrek meegekregen had van zijn vader; maar doordat Tyrfing niet getrokken kon worden zonder bloedvergieten, werd Angantyr gedood door zijn eigen broer.

## Angantyr Heidreksson
Heidrek kreeg een dochter, Hervor en twee zonen: Angantyr en Hlod (Hlöd, Hlöðr). Toen Heidrek, koning van de Goten stierf, volgde Angantyr hem op. Hlod vroeg om de helft van het rijk, maar dit werd hem geweigerd. Samen met een leger van de Hunnen viel Hlod de Goten aan. In een reusachtig gevecht werd Hlod, ondanks een overmacht, gedood door Tyrfing. Angantyr zou een van de voorvaderen van het Zweedse koningshuis van Munsö worden.

## Bron
- Alf. Henrikson,  Stora mytologiska uppslagsboken, 1998.